# Podeni (okręg Mehedinți)
Podeni – wieś w Rumunii, w okręgu Mehedinți, w gminie Podeni. W 2011 roku liczyła 564 mieszkańców.